# Vähä-Petäjäinen
Vähä-Petäjäinen med Pihlajainen är en ö i Finland. Den ligger i Finska viken och i kommunen Kotka i landskapet Kymmenedalen, i den södra delen av landet. Öarna ligger omkring 25 kilometer sydöst om Kotka och omkring 130 kilometer öster om Helsingfors.
Öns area är 4,6 hektar och dess största längd är 440 meter i sydväst-nordöstlig riktning.

## Klimat
Inlandsklimat råder i trakten. Årsmedeltemperaturen i trakten är 6 °C. Den varmaste månaden är augusti, då medeltemperaturen är 17 °C, och den kallaste är januari, med −3 °C.